# Nosferatu (2024)
Nosferatu is een Amerikaanse horrorfilm uit 2024, geschreven, geregisseerd en mede geproduceerd door Robert Eggers. De film is een remake van de Duitse film Nosferatu, eine Symphonie des Grauens uit 1922. De hoofdrollen worden vertolkt door Bill Skarsgård, Nicholas Hoult en Lily-Rose Depp.

## Verhaal
Nosferatu speelt zich af in 1838 in Duitsland en gaat over de obsessie tussen een gekwelde jonge vrouw, Ellen Hutter, en de eeuwenoude Transsylvanische vampier, graaf Orlok, die haar achtervolgt.

## Rolverdeling
| Acteur               | Personage                      |
| -------------------- | ------------------------------ |
| Lily-Rose Depp       | Ellen Hutter                   |
| Nicholas Hoult       | Thomas Hutter                  |
| Bill Skarsgård       | Graaf Orlok                    |
| Aaron Taylor-Johnson | Friedrich Harding              |
| Willem Dafoe         | Prof. Albin Eberhart von Franz |
| Emma Corrin          | Anna Harding                   |
| Ralph Ineson         | Dr. Wilhelm Sievers            |
| Simon McBurney       | Herr Knock                     |

## Productie
In juli 2015 werd de remake van Nosferatu (1922) aangekondigd, met Robert Eggers als schrijver en regisseur. Jay Van Hoy en Lars Knudsen zouden de film produceren voor Studio 8. Tijdens een interview in oktober 2019, vertelde Eggers dat hij nog niet wist wanneer deze film er zou komen, en hij was ook niet zeker of de film wel zou gemaakt worden.
In september 2022 werd aangekondigd dat Bill Skarsgård de rol van de gelijknamige Nosferatu, graaf Orlok, zou spelen, met Lily-Rose Depp als vervanger van Anya Taylor-Joy, die in 2017 was gecast voor de film. Skarsgård had oorspronkelijk de hoofdrol van Thomas Hutter aangeboden gekregen terwijl Taylor-Joy nog aan de hoofdrol was verbonden voordat het project een paar jaar stil lag. In oktober 2022 voegde Nicholas Hoult zich bij de cast. In januari 2023 voegde Willem Dafoe, die eerder Max Schreck/graaf Orlok had gespeeld in Shadow of the Vampire (2000), zich bij de cast.

### Filmopnames
De filmopnames gingen van start op 20 februari 2023 in Tsjechië, en in maart vonden de opnames plaats in de Barrandov Studios in Praag. Er werd gefilmd op locatie in onder andere Kasteel Pernštejn, het Kasteel van Hunedoara en Rožmitál pod Třemšínem.

## Release en ontvangst
Nosferatu ging op 2 december 2024 in première in het Zoo Palast in Berlijn. en ging op 25 december in première in de Amerikaanse bioscopen. De film kreeg overwegend positieve kritieken van de filmcritici, met een score van 84% op Rotten Tomatoes, gebaseerd op 355 beoordelingen.

### Kassaopbrengsten
Nosferatu ging in de Amerikaanse bioscopen in première naast The Fire Inside, Babygirl en A Complete Unknown met de verwachting van een bruto opbrengst in het vijfdaagse openingsweekend van 25 miljoen Amerikaanse dollars in 2600 bioscopen. De film bracht uiteindelijk 40,3 miljoen dollar op in zijn openingsweekend en eindigde daarmee op de derde plaats aan de kassa.

## Prijzen en nominaties
De belangrijkste:
| Jaar | Prijs                   | Categorie                | Genomineerde(n)                                    | Uitslag     |
| ---- | ----------------------- | ------------------------ | -------------------------------------------------- | ----------- |
| 2025 | Academy Awards (Oscars) | Beste camerawerk         | Jarin Blaschke                                     | Genomineerd |
| 2025 | Academy Awards (Oscars) | Beste productieontwerp   | Craig Lathrop en Beatrice Brentnerová              | Genomineerd |
| 2025 | Academy Awards (Oscars) | Beste kostuumontwerp     | Linda Muir                                         | Genomineerd |
| 2025 | Academy Awards (Oscars) | Beste grime en haarstijl | David White, Traci Loader en Suzanne Stokes-Munton | Genomineerd |
| 2025 | Critics Choice Awards   | Beste camerawerk         | Jarin Blaschke                                     | Gewonnen    |
| 2025 | Critics Choice Awards   | Beste productieontwerp   | Craig Lathrop                                      | Genomineerd |
| 2025 | Critics Choice Awards   | Beste kostuumontwerp     | Linda Muir                                         | Genomineerd |